# Japonska Formula 2 sezona 1981
Japonska Formula 2 sezona 1981 je bila četrto prvenstvo Japonske Formule 2, ki je potekalo med 8. marcem in 1. novembrom 1981. 

## Koledar dirk
| Št | Dirkališče | Država   | Datum         | Krogi | Razdalja     | Čas        | Hitrost | Zmagovalec        | Pole              | Najh. krog      |
| -- | ---------- | -------- | ------------- | ----- | ------------ | ---------- | ------- | ----------------- | ----------------- | --------------- |
| 1  | Suzuka     | Japonska | 8. marec      | 30    | 6.000=180 km | 56'59.24   |         | Keiji Matsumoto   | Keiji Matsumoto   | Teo Fabi        |
| 2  | Suzuka     | Japonska | 31. maj       | 30    | 6.000=180 km | 58'24.74   |         | Naohiro Fujita    | Kazuyoshi Hoshino | Naohiro Fujita  |
| 3  | Suzuka     | Japonska | 4. julij      | 30    | 6.000=180 km | 59'04.34   |         | Kazuyoshi Hoshino | Kazuyoshi Hoshino | Keiji Matsumoto |
| 4  | Suzuka     | Japonska | 27. september | 30    | 6.000=180 km | 57'46.84   |         | Satoru Nakajima   | Keiji Matsumoto   | Satoru Nakajima |
| 5  | Suzuka     | Japonska | 1. november   | 35    | 6.000=210 km | 1h06'32.46 |         | Satoru Nakajima   | Eje Elgh          | Thierry Boutsen |

## Rezultati

### Dirkači
| Mesto | Dirkač              | Država              | Moštvo                        | Šasija  | Motor | Japonska | Japonska | Japonska | Japonska | Japonska | Točke |  |
| ----- | ------------------- | ------------------- | ----------------------------- | ------- | ----- | -------- | -------- | -------- | -------- | -------- | ----- |  |
| 1     | Satoru Nakajima     | Japonska            | I&I Racing Development        | Ralt    | Honda | 12       |          |          |          |          | 79    |  |
| 1     | Satoru Nakajima     | Japonska            | I&I Racing Development        | March   | Honda |          | 15       | 12       | 20       | 20       | 79    |  |
| 2     | Kazuyoshi Hoshino   | Japonska            | Heroes Racing Coproration     | Lola    | BMW   | 15       | 1        | 20       | 12       | 0        | 48    |  |
| 3     | Nahoiro Fujita      | Japonska            | Speed Star Wheel Racing Team  | March   | BMW   | 6        | 20       | 8        | 8        | 0        | 42    |  |
| 4     | Keiji Matsumoto     | Japonska            | DHL Team Le Mans              | March   | BMW   | 20       | 0        | 15       | 2        | 0        | 37    |  |
| 5     | Stefan Johansson    | Švedska             | Hachimonjiya Speed Box Team   | March   | BMW   | -        | 8        |          | -        |          | 30    |  |
| 5     | Stefan Johansson    | Švedska             | Walter Wolf Racing Japan Team | March   | BMW   | -        |          | 10       | -        |          | 30    |  |
| 5     | Stefan Johansson    | Švedska             | Racing Mate Project Team      | March   | BMW   | -        |          |          | -        | 12       | 30    |  |
| 6     | Kenji Takahashi     | Japonska            | Tomei Jidousya                | March   | BMW   | 3        | 2        | 3        | 15       | 6        | 29    |  |
| 7     | Thierry Boutsen     | Belgija             | Walter Wolf Racing Japan Team | March   | BMW   | -        | 4        |          | -        |          | 25    |  |
| 7     | Thierry Boutsen     | Belgija             | Racing Mate Project Team      | March   | BMW   | -        |          | 6        | -        | 15       | 25    |  |
| 8     | Kunimitsu Takahashi | Japonska            | Suzuki Racing                 | Toleman | Hart  | 8        | 10       | 1        | 1        | 3        | 23    |  |
| 9     | Masahiro Hasemi     | Japonska            | Tomy Racing Team              | March   | BMW   | 4        | 0        | 4        | 10       | 4        | 22    |  |
| 10    | Motoharu Kurosawa   | Japonska            | Speed Star Wheel Racing Team  | March   | BMW   | -        | 6        | 2        | 3        | 8        | 19    |  |
| 11    | Tsunehisa Asai      | Japonska            | Team Equipe                   | March   | BMW   | -        | 12       | 0        | 6        | 0        | 18    |  |
| 12    | Teo Fabi            | Italija             | Walter Wolf Racing Japan Team | March   | BMW   | 10       | -        | -        | -        | -        | 10    |  |
| 13    | Geoff Lees          | Združeno kraljestvo | Ralt Racing                   | Ralt    | Honda | -        | -        | -        | -        | 10       | 10    |  |
| 14    | Eje Elgh            | Švedska             | Racing Mate Project Team      | March   | BMW   | -        | -        | -        | 4        |          | 6     |  |
| 14    | Eje Elgh            | Švedska             | Team Equipe                   | Maurer  | BMW   | -        | -        | -        | -        | 2        | 6     |  |
| 14    | Yoshiyuki Ogura     | Japonska            | Ogura Racing                  | March   | BMW   | 0        | 3        | 0        | 0        | 0        | 3     |  |
| 15    | Mike Thackwell      | Nova Zelandija      | KK Super Sport                | March   | BMW   | -        | -        | 0        | -        |          | 1     |  |
| 15    | Mike Thackwell      | Nova Zelandija      | Ralt Racing                   | Ralt    | Honda | -        | -        |          | -        | 1        | 1     |  |